# Баджханг (район)

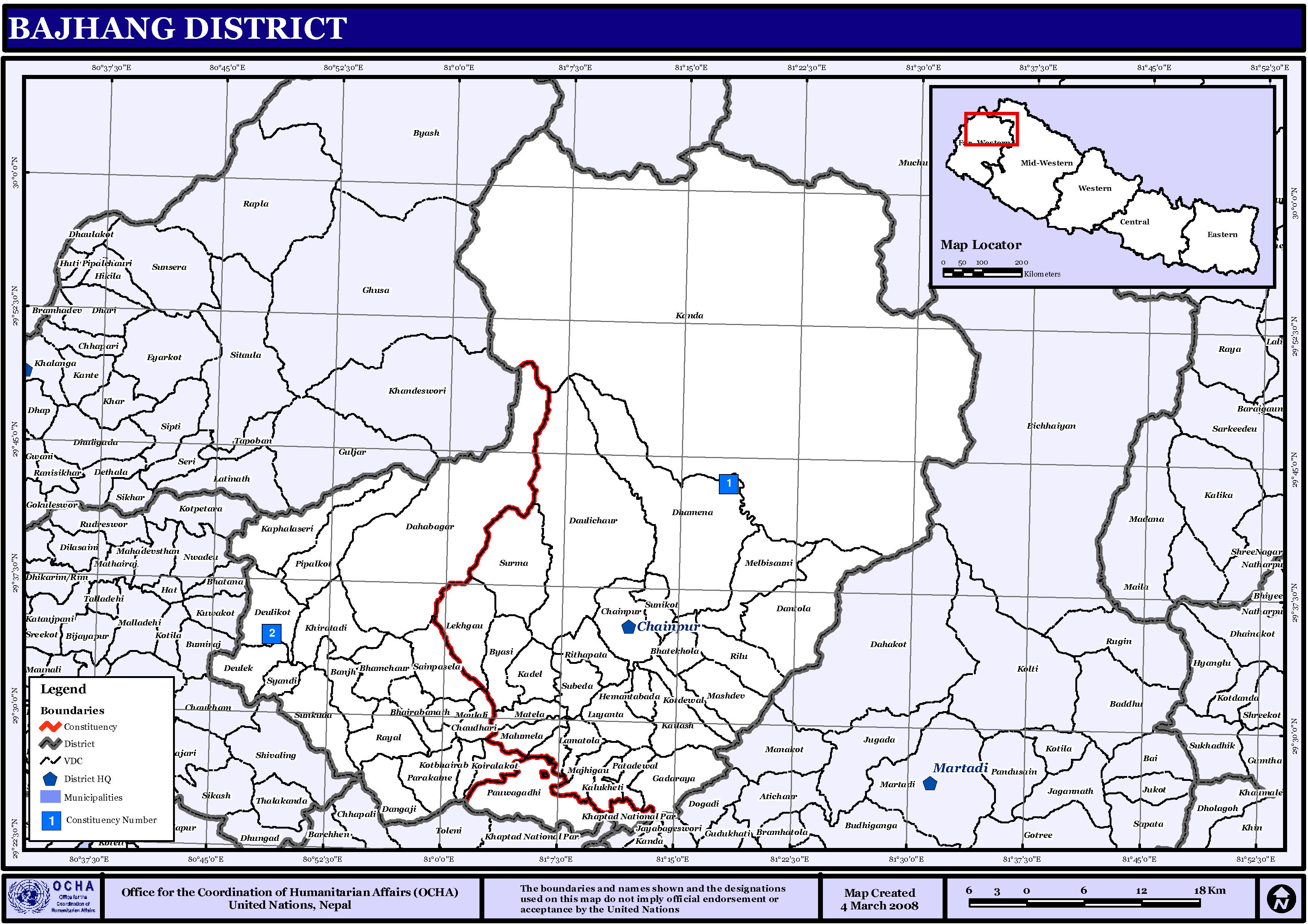
Баджханг

Баджханг (непальск. बझाङ जिल्ला) — один из 75 районов Непала. Входит в состав зоны Сетхи, которая, в свою очередь, входит в состав Дальнезападного региона страны.
На юге граничит с районами Доти и Ачхам, на востоке — с районом Баджура, на северо-востоке — с районом Хумла зоны Карнали, на западе — с районами Дарчула и Байтади зоны Махакали, на севере — с Тибетским автономным районом Китая. Площадь района — 3422 км². Административный центр — город Чаинпур.
Население по данным переписи 2011 года составляет 195 159 человек, из них 92 794 мужчины и 102 365 женщин. По данным переписи 2001 года население насчитывало 167 026 человек.